# José Sazatornil
José Sazatornil Buendía (Barcellona, 13 agosto 1925 – Madrid, 23 luglio 2015) è stato un attore, regista e scenografo spagnolo.

## Biografia
Nato a Barcellona nel 1925, ha scoperto la sua passione per la recitazione nel 1939, esordendo a teatro, interpretando il protagonista della commedia di Molière Il malato immaginario. Debutta al cinema alcuni anni dopo, nel 1946. Ha lavorato anche come regista e scenografo televisivo.

## Filmografia parziale
- Raffy (1946)
- ¿Come se llama? (1948)
- Svegliati, che non è poco (1988)